# Fares al-Khoury
Fares al-Khoury (in arabo فارس الخوري‎?; Kfeir, 20 novembre 1877 – Damasco, 2 gennaio 1962) è stato un politico siriano.
Fu ministro, primo ministro, presidente del parlamento e padre della moderna politica siriana. Faris Khoury fu primo ministro della Siria dal 14 ottobre 1944 al 1 ottobre 1945 e dall'ottobre 1954 al 13 febbraio 1955. La posizione di Faris Koury come primo ministro è stata la più alta posizione politica ricoperta da un cristiano in Siria. La popolarità elettorale di Khoury fu dovuta in parte alle sue convinte politiche secolari e nazionaliste. Da nazionalista siriano, Khoury si pronunciò contro il programma panarabista della Repubblica Araba Unita, che si realizzò nell'unione tra la Siria e l'Egitto di Gamal Abd el-Nasser. È nonno della nota scrittrice siriana Colette Khoury.

## Biografia
Faris Khoury nacque a Kfeir, nell'attuale Libano da famiglia cristiana ortodossa, poi convertitasi al Presbiterianesimo. Faris studiò all'Università americana di Beirut, all'epoca chiamata Syrian Protestant College. Iniziò la sua carriera come docente presso l'università e venne coinvolto in al-Fatat, movimento politico anti-ottomano fondato a Parigi nel 1911. Khoury divenne il rappresentante cristiano di Damasco al Parlamento ottomano nel 1908. Nel maggio 1916 Khoury acconsentì ad assistere Michel Sursock nel requisire il grano agli agricoltori del Hawran Sempre nel 1916, Khoury si unì alla Rivolta araba, lanciata a La Mecca da Sharif Husayn. I suoi legami con Husayn portarono al suo arresto e al suo processo da parte di un tribunale militare ad Aley. Dopo l'arrivo di Re Faisal e dell'indipendenza della Siria dagli ottomani, Khoury promise fedeltà al sovrano.
Khoury divenne ministro delle finanze nel nuovo governo siriano del primo ministro Ali Rida Pascià al-Rikabi. Il suo incarico venne rinnovato da Hashim el-Atassi nel maggio 1920. Mantenne questa posizione fino a quando Re Faisal venne detronizzato e le forze francesi imposero il Mandato francese della Siria e del Libano nel luglio 1920. Khoury, nel 1923, partecipò alla costituzione dell'Università di Damasco e alla traduzione del programma educativo dal turco ottomano all'arabo.
Nel 1925 Khoury si unì a Abd al-Rahman Shahbandar per fondare il Partito del Popolo, di cui divenne vicepresidente. Ministro dell'Istruzione dall'aprile al luglio 1926, fu eletto membro dell'Assemblea costituente siriana nel 1928, per poi venire eletto al Parlamento siriano nel 1932, rieletto nel 1936 (presidente del Parlamento fino al 1939) e nel 1943 (e di nuovo presidente del Parlamento fino al 1944). Fu membro della delegazione siriana che negoziò il Trattato di indipendenza franco-siriano a Parigi nel 1936. Divenne primo ministro il 14 ottobre 1944, posizione che mantenne fino al 1º ottobre 1945.
Morì a Damasco, all'età di 85 anni.